# Condado de Hesse-Darmstadt
O Condado de Hesse-Darmstadt (em alemão:  Landgrafschaft Hessen-Darmstadt), também referido nas formas aportuguesadas,  Condado de Hesse-Darmestádio ou Hesse-Darmstádio, foi um Estado membro do Sacro Império Romano-Germânico. Formado em 1567, após a divisão do Landgraviato de Hesse entre os quatro filhos de Filipe I de Hesse, o marquês de Hesse, a capital do novo estado foi Darmstadt, daí o nome. Como resultado das guerras napoleônicas, o condado foi elevado a grão-ducado após a dissolução do Sacro Império em 1806.

## Geografia
Assim como muitos pequenos estados alemães, o landgraviado era composto por várias áreas de terra desconexas (enclaves). Isso incluía o território meridional de Starkenburg com a residência de Darmstadt e a província setentrional da Alta Hesse com Alsfeld, Giessen, Grünberg, as propriedades do interior noroeste ao redor de Gladenbach, Biedenkopf e Battenberg, além do exclave de Vöhl na Baixa Hesse.

## História
O Condado de Hesse-Darmstadt existe desde 1567, como a parte das terras atribuída a George, o mais jovem dos quatro filhos de Filipe I de Hesse.
A linha de Hesse em Marburgo foi extinta em 1604 e da disputa da sucessão a essas terras, juntamente com as diferenças sectárias entre o calvinista Hesse-Kassel e a luterana Hesse-Darmstadt, levou a décadas de rivalidade. 
Como a Universidade de Marburgo tinha se tornado calvinista, Hesse-Darmstadt fundou a Universidade de Giesse como uma universidade luterana, em 1607. O conflito continuou na maior parte da Guerra dos Trinta Anos em que Hesse-Cassel ficou com a causa protestante e Hesse-Darmstadt ficou com o imperador.
Hesse-Darmstadt ganhou uma grande quantidade de território pelas secularizações e mediatizações autorizadas pelo Reichsdeputationshauptschluss  de 1803. A mais notável foi a aquisição do Ducado de Vestfália, que pertencia anteriormente ao arcebispo de Colónia, bem como os territórios da Diocese de Mogúncia e da Diocese de Worms.
Em 1806, após a dissolução do Sacro Império Romano-Germânico e a expropriação de seu primo, o príncipe-eleitor de Hesse-Cassel, o marquês tomou o título de grão-duque de Hesse.